# Apodospora peruviana
Apodospora peruviana är en svampart som beskrevs av T. Muroi, Udagawa & Y. Otani 1987. Apodospora peruviana ingår i släktet Apodospora och familjen Lasiosphaeriaceae.   Inga underarter finns listade i Catalogue of Life.